# Covarrubias (Burgos)
Covarrubias ist ein Ort und eine zur bevölkerungsarmen Serranía Celtibérica gehörende Gemeinde (municipio) mit nur noch 505 Einwohnern (Stand: 2024) in der Provinz Burgos in der spanischen Region Kastilien-León; er wird aufgrund seiner langen Geschichte auch „Wiege Kastiliens“ genannt. Zusammen mit den historischen Ortschaften Lerma und Santo Domingo de Silos bildet er das sogenannte Arlanza-Dreieck (Triángulo de Arlanza). Der gesamte Ort wurde im Jahre 1965 zum Kulturgut (Bien de Interés Cultural) in der Kategorie Conjunto histórico-artístico erklärt. Darüber hinaus liegt er am Camino del Cid und an der von Alicante kommenden Ruta de la Lana.

## Lage und Klima
Der Ort Covarrubias liegt im waldreichen Tal des Río Arlanza in einer Höhe von etwa 895 m knapp 43 km (Fahrtstrecke) südöstlich von Burgos. Sehenswert sind auch die etwa 24 km westlich gelegene Kleinstadt Lerma sowie die knapp 10 km östlich gelegenen Ruinen des Klosters San Pedro de Arlanza. Das Kloster Santo Domingo de Silos befindet sich etwa 20 km südöstlich. Das Klima im Winter ist kühl, im Sommer dagegen trotz der Höhenlage gemäßigt bis warm; Niederschläge (ca. 530 mm/Jahr) fallen überwiegend im Winterhalbjahr.

## Bevölkerungsentwicklung
| Jahr      | 1857  | 1900  | 1950  | 2000 | 2018 |
| Einwohner | 1.120 | 1.685 | 1.381 | 629  | 545  |

Der seit der Mitte des 20. Jahrhunderts festzustellende deutliche Bevölkerungsrückgang ist im Wesentlichen auf die Mechanisierung der Landwirtschaft sowie auf die Aufgabe von bäuerlichen Kleinbetrieben und den daraus resultierenden Verlust von Arbeitsplätzen zurückzuführen (Landflucht). Zur Gemeinde gehört auch der Weiler (pedanía) Ura.

## Wirtschaft
Das Umland von Covarrubias ist landwirtschaftlich geprägt, wobei der Obstanbau (Kirschen, Nüsse und Wein) traditionell eine wichtige Rolle spielt; die Gemeinde gehört zum Weinbaugebiet Arlanza (D.O.). Der Ort bot darüber hinaus die notwendigen regionalen Dienstleistungen in den Bereichen Handwerk und Handel. Inzwischen spielen der Tages- und Wochenendtourismus eine wesentliche Rolle im Wirtschaftsleben der Gemeinde.

## Geschichte
Das günstige Mikroklima des von Wäldern umgebenen Ortes hat schon in prähistorischen Zeiten Menschen angezogen; die Römer befestigten den Platz mit einem Castrum. Der Ort selbst ist jedoch eine Gründung des westgotischen Königs Chindaswinth (reg. 642–653), der auch eine Stadtmauer erbaute, die jedoch im Jahre 737 von den vordringenden arabisch-maurischen Truppen zerstört wurde. Im 10. Jahrhundert bemächtigte sich der Graf Fernán González († 970) der Gegend um Covarrubias und legte damit den Grundstein zu der vom Königreich León unabhängigen Grafschaft Kastilien.

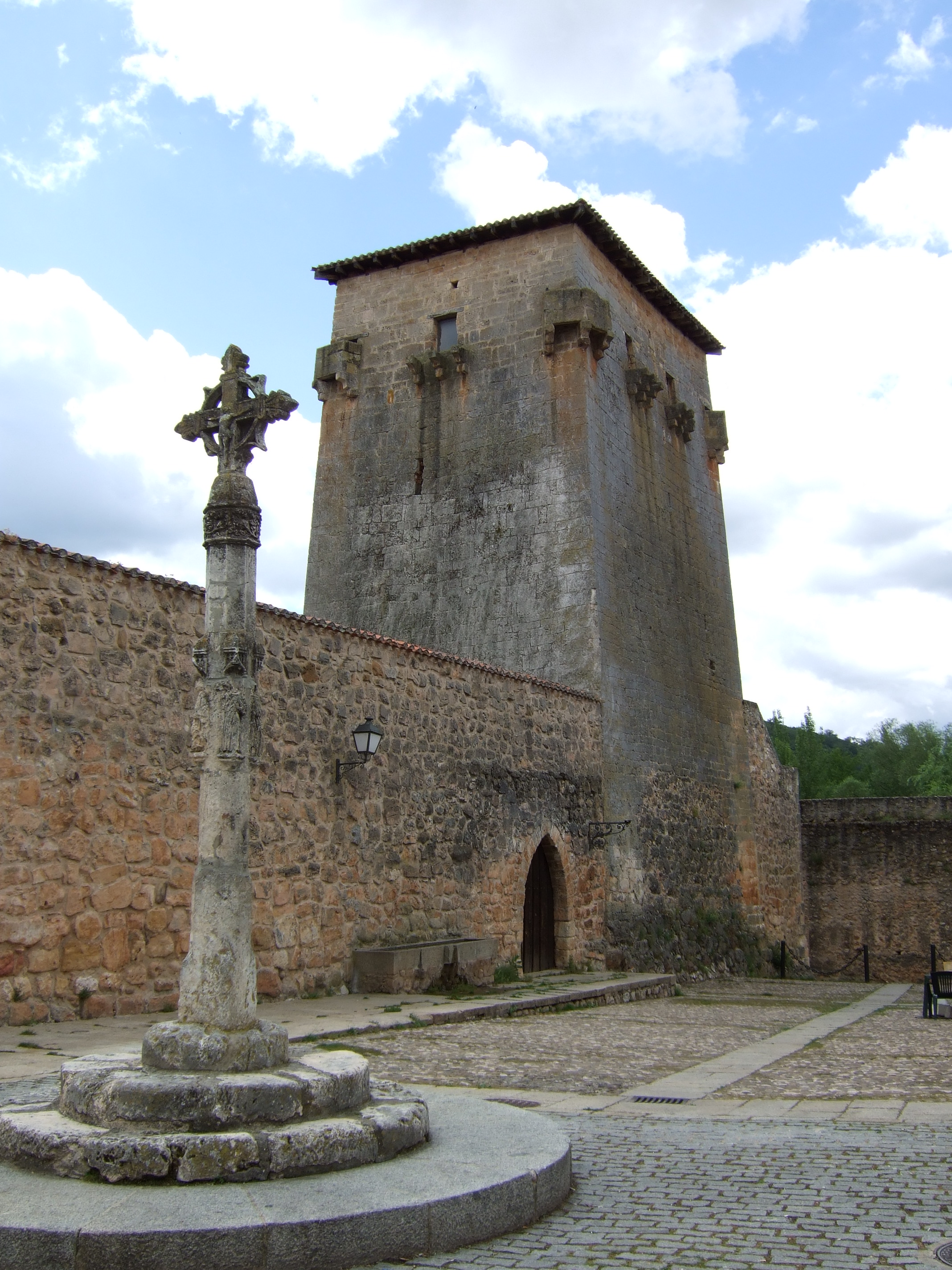
Torreón de Fernán González (10. Jh.)

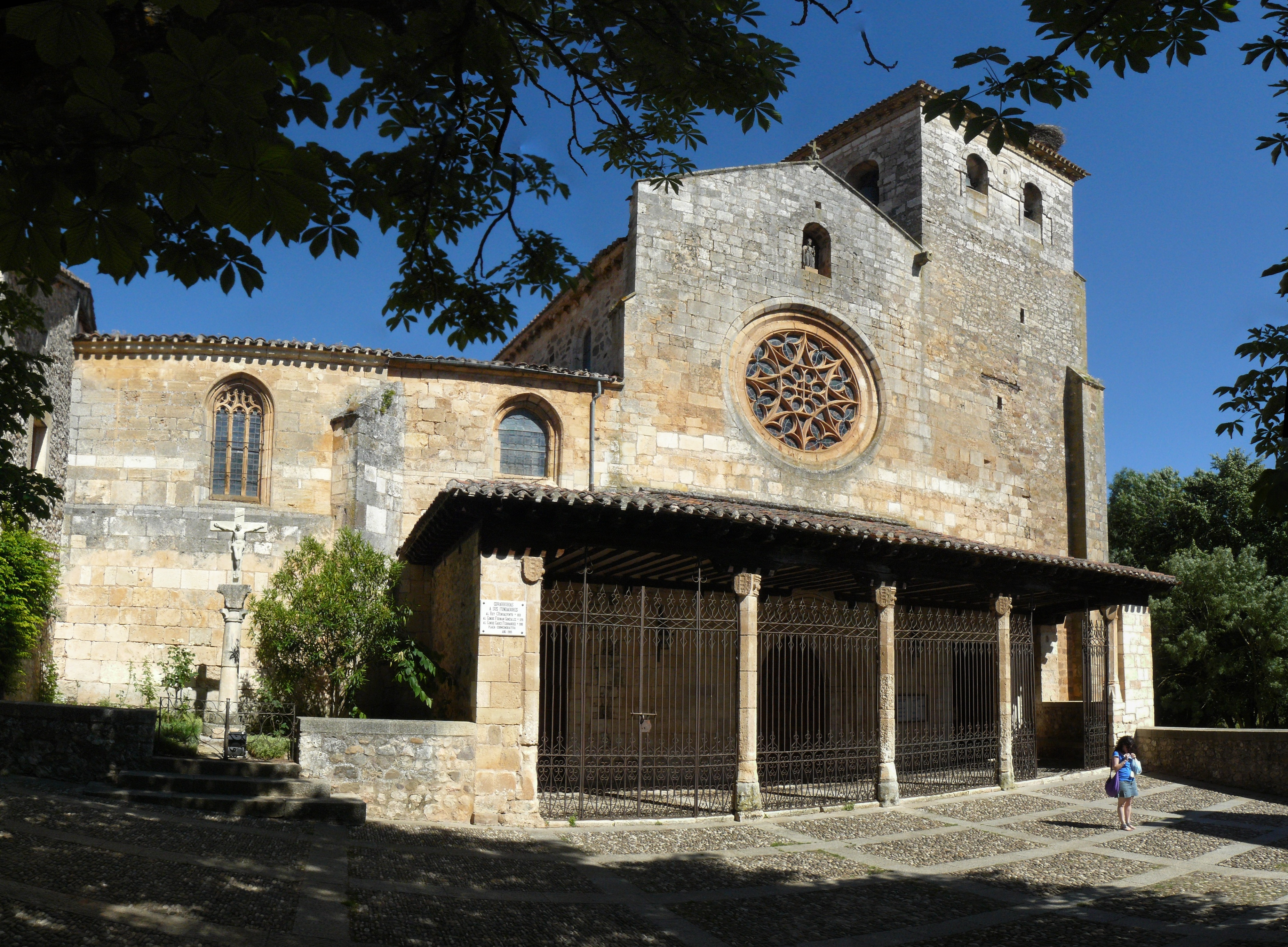
Ehemalige Kollegiatkirche San Cosme y San Damián (14./15. Jh.)

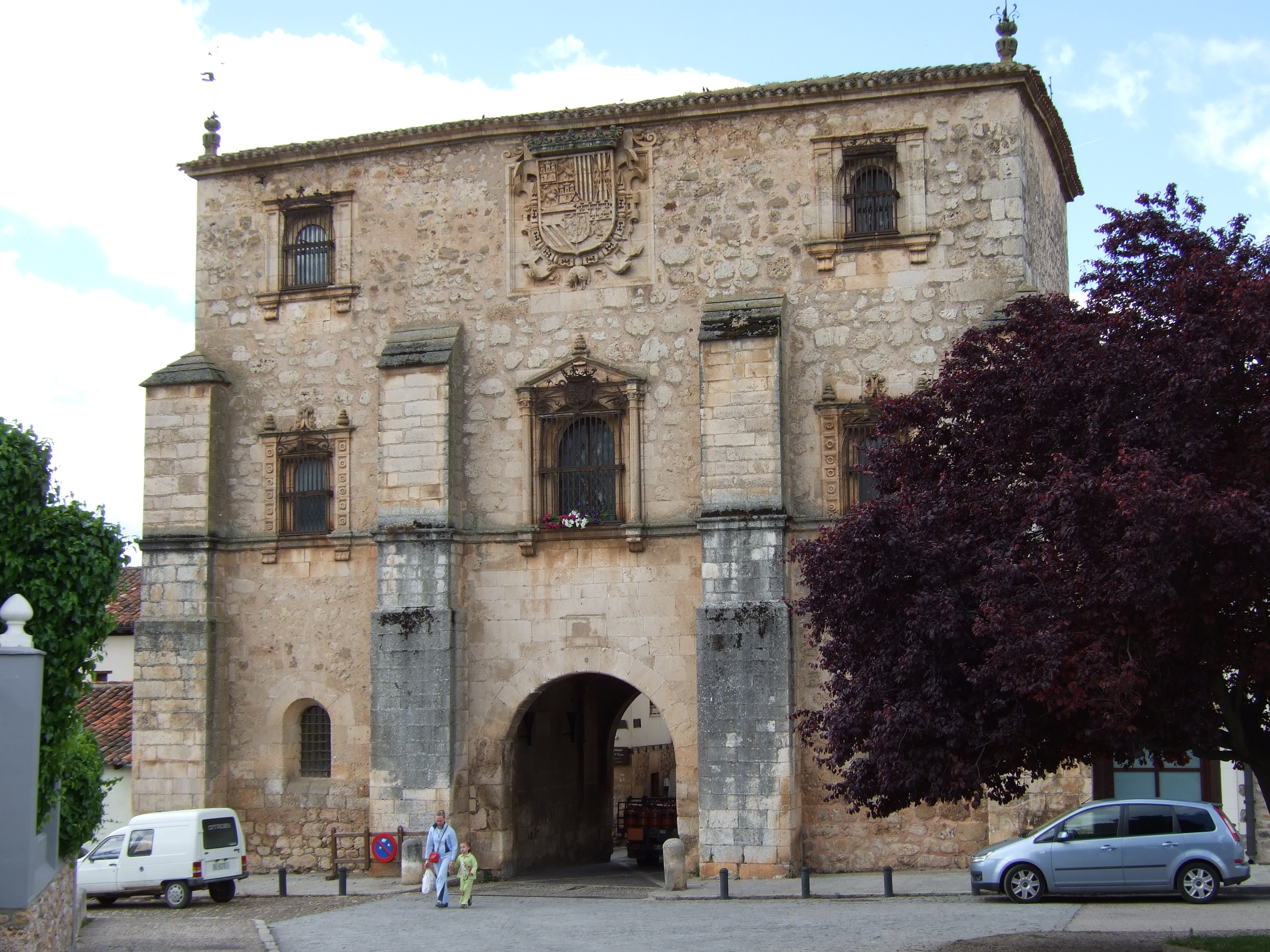
Stadttor (um 1600)

Sein Sohn García Fernández († 995) baute den Ort zum Zentrum eines Herrschaftsbezirks (infantado) aus und verlieh ihm seine eigene Gerichtsbarkeit. In der Folgezeit erhielt Covarrubias die Oberhoheit über ein riesiges Gebiet – ihm unterstanden zeitweise 20 Klöster und etwa 70 Gutshöfe bzw. kleinere Orte mit Kirchen. Nach dem Tod der letzten Infantin Doña Sancha war das Gebiet zeitweise verwaist. Infolge der Rückeroberung Toledos durch die christlichen Heere (1080) verlagerte sich das Machtzentrum des Königreichs Kastilien schnell dorthin; später (1248) dann nach Sevilla – Covarrubias blieb jedoch der Ruf als „Wiege Kastiliens“. 
Im Jahre 1256 wurde die Eheschließung zwischen Kristin Håkonsdatter, einer jungen norwegischen Prinzessin, und dem verheirateten aber kinderlosen König Alfons X. von Kastilien und León vereinbart; ein Jahr später reiste Kristina nach Spanien, musste aber feststellen, dass die Ehefrau ihres zukünftigen Gemahls schwanger war. Daraufhin wurde die Eheschließung mit dem Bruder des Königs, Prinz Philipp, vereinbart, die am 31. März 1258 in Valladolid stattfand. Die Ehe blieb jedoch kinderlos und Kristina starb bereits vier Jahre später (1262) im Alter von nur 28 Jahren in Sevilla. Sie wurde in der Kollegiatkirche von Covarrubias beigesetzt.
Im 15. Jahrhundert wurde die örtliche Pfarrkirche gotisiert; die Kollegiatkirche erhielt immer noch Stiftungen des Adels und reicher Bürger. Das wichtigste architektonische Zeugnis aus dieser Zeit ist das unter Philipp II. erbaute mächtige Stadttor aus der Spät-Renaissance, dessen Räume lange Zeit als Archiv Altkastiliens genutzt wurden.

## Sehenswürdigkeiten
- Das nahezu mittelalterlich wirkende Ortsbild von Covarrubias ist seit Jahrhunderten weitgehend unverändert erhalten und zeigt eine Mischung von Fachwerk- und Steinhäusern.
- Das von Strebepfeilern gestützte und – mit Ausnahme eines steinernen Wappenschildes – undekorierte Stadttor Puerta del Archivo del Adelantamiento de Castilla aus der Zeit um 1600 gilt als Beispiel für den späten Herrera-Stil; es beherbergt heute das örtliche Tourismusbüro.
- Die Pfarrkirche (Iglesia Parroquial de Santo Tomás), ein ursprünglich romanischer Bau des 12. Jahrhunderts wurde im 15. Jahrhundert grundlegend überarbeitet. Die Ausstattung (Altarretabel, Orgel etc.) stammt – mit Ausnahme eines einfachen mittelalterlichen Taufbeckens – weitgehend aus dem 18. Jahrhundert.
- Der auf allen vier Seiten konisch zulaufende Torreón de Fernán González wurde bereits im 10. Jahrhundert errichtet und ist das älteste noch existierende Bauwerk des Ortes. In seiner Nähe steht ein schönes Steinkreuz (crucero) aus dem 16. Jahrhundert.
- Die spätgotische ehemalige Kollegiatkirche San Cosme y San Damián liegt am Ortsrand und beeindruckt durch ihre reichhaltige Ausstattung. Ein kleines Museum im Kreuzgang zeigt Werke von Jan van Eyck(?), Pedro Berruguete, Gil de Siloé u. a.
- Im Barrio Arrabal steht eine imposante Gerichtssäule (rollo jurisdiccional oder picota) aus dem 16. Jahrhundert. Ob an dieser sakrosankten Stelle auch Bestrafungen durchgeführt wurden, ist unbekannt.[7]

## Partnergemeinde
- Tønsberg, Norwegen